# Parafia św. Piotra i Pawła w Tworkowie
Parafia św. Piotra i Pawła w Tworkowie – rzymskokatolicka parafia znajdująca się w Tworkowie. Parafia należy do dekanatu Tworków i diecezji opolskiej.

## Historia
Została wymieniona w spisie świętopietrza, sporządzonym przez archidiakona opolskiego Mikołaja Wolffa w 1447, pośród innych parafii archiprezbiteratu (dekanatu) w Raciborzu, pod nazwą Tworkaw.
W granicach Polski i diecezji opolskiej od końca II wojny światowej.